# Barry Dennen
Barry Dennen (Chicago, Illinois, 1938. február 22. – Burbank, Kalifornia, 2017. szeptember 26.) amerikai színész, énekes.

## Fontosabb filmjei
- The Juggler of Notre Dame (1970)
- Hegedűs a háztetőn (Fiddler on the Roof) (1971)
- Jézus Krisztus szupersztár (Jesus Christ Superstar) (1973)
- Őrültek háza (Madhouse) (1974)
- A Scotland Yard vendége (Brannigan) (1975)
- The Kentucky Fried Movie (1977)
- A nyúlpróba (Rabbit Test) (1978)
- Ragyogás (The Shining) (1980)
- Shock Treatment (1981)
- Ragtime (1981)
- A sötét kristály (The Dark Crystal) (1982, hang)
- Szerepcsere (Trading Places) (1983)
- Superman 3. (Superman III) (1983)
- Memed, My Hawk (1984)
- Not for Publication (1984)
- Liquid Dreams (1991)
- Clifford (1994)
- Az Árnyék (The Shadow) (1994, hang)
- Óvóbácsik (Twin Sitters) (1994)
- Titanic (1997)
- Manhood (2003)
- Mennyei kard (Heavenly Sword) (2014, hang)
- Alleluia! The Devil's Carnival (2016)

## További információ
- Hivatalos oldal
- Barry Dennen a PORT.hu-n (magyarul)
- Barry Dennen az Internetes Szinkronadatbázisban (magyarul)
- Barry Dennen az Internet Movie Database-ben (angolul)
- Barry Dennen a Rotten Tomatoeson (angolul)